# Det Grønne Museum
Det Grønne Museum (tidligere Dansk Landbrugsmuseum og Lyngby Landbrugsmuseum) er et museum under Kulturministeriet.  Museet blev dannet i 2016 som en fusion af det tidligere Dansk Landbrugsmuseum og det tidligere Jagt- og Skovbrugsmuseet, og er samlet på herregården Gammel Estrup i Djursland mellem Randers og Grenaa. Museet er det danske nationalmuseum for dansk landbrug, landbokultur og landbrugets følgeindustrier.
Dansk Landbrugsmuseum blev oprettet i 1889, hvor det lå i Kongens Lyngby på Kongevejen 79 over for Frilandsmuseet i en bygning opført 1915 efter tegninger af Daniel Rasmussen. Museet voksede gradvis og der blev oprettet filialmuseer, men pladsmanglen var udtalt indtil staten i 1969 købte avlsbygninger til herregården Gammel Estrup. Den første udstilling på Gammel Estrup åbnede i 1972, og siden er der jævnligt sket udvidelser af museumsarealerne. Med henblik på at tilvejebringe fortsatte udvidelsesmuligheder har staten i 2005 købt kartoffelmelsfabrikken i Auning, hvorved museumsarealerne er udvidet med 6000 m².
Museet har følgende faste udstillinger:
- Landboliv fra bondestenalderen frem til Landboreformerne i slutningen af 1700-tallet
- Landbrug og Teknik 1800-1960
- Biavl i fortid og nutid
- Modelsamling af landbrugsredskaber

Derudover afholdes ca. tre særudstillinger årligt og en række særarrangementer, der bidrage til at illustrere og levendegøre landbokulturen. 
I tilknytning til museet findes en Landbrugsbotanisk Have, hvor man kan opleve gamle kulturplanter med tilknytning til dansk landbrug, herunder markafgrøder, grønsager, krydderurter, frugtbuske, stauder, m.m. I den store æblehave findes 225 gamle danske æblesorter. På de historiske marker omkring museet græsser en lang række gamle danske husdyrracer, og her findes mange køer, geder, får, grise, gæs, ænder og høns.
Museet blev i 2002 udvidet med et Center for den levende Kulturarv. Her findes eksempler på, hvorledes man forestiller sig fremtidens landbrug og landbrugsbyggeri.